# Internet Broadway Database
Internet Broadway Database (IBDB) (en català: La base de dades de Broadway a Internet) és una base de dades en línia de les produccions de teatre de Broadway i del seu personal. Opera a través del Departament de recerca de The Broadway League, una associació comercial nord-americana del teatre comercial.
La IBDB proporciona registres de les produccions del principis del teatre a Nova York al segle xviii fins a l'actualitat. Es detallen les persones involucrades, fets interessants i estadístiques.
Va ser ideada per Karen Hauser, cap del Departament de Recerca de la Lliga de Teatres americans i Productors (actualment anomenada "The Broadway League"). The Broadway League va recollir informació i estadístiques de Broadway durant molts anys. El 1996, el Departament d'Investigació començar a organitzar i ampliar la recollida de dades de la Lliga per tal de produir un lloc web.